# Stigmoplusia antsalova
Stigmoplusia antsalova là một loài bướm đêm trong họ Noctuidae.